# Едуард Вик
Едуард Вик (Edward R. Vick) е основател на Фондация „Вик“, учредила награда „Български роман на годината“. Управителен директор на международната фирма за преводи EVS Translations Архив на оригинала от 2012-05-08 в Wayback Machine..

## Биография
Роден е в семейство на австро-италианка и англичанин. Завършва литература, театрална режисура и педагогика в Кеймбриджкия университет.
След дипломирането си е мениджър в областта на туризма, маркетинга и застраховането и работи за „Американ Експрес“.
През 1991 г. Вик, който говори английски, немски, френски и италиански език, учредява компанията EVS Translations. EVS Translations е сред водещите преводачески компании в Европа.

### Фондация „Вик“
През 2004 година Едуард Вик основава Фондация „Вик“, която учредява награда „Български роман на годината“. Наградата цели да насърчава българската литература в България и чужбина.